# هجوم حريق بولدر 2025
هجوم حريق بولدر 2025 في الأول من يونيو/حزيران 2025، في بولدر بولاية كولورادو بالولايات المتحدة، زُعم أن محمد صبري سليمان، وهو رجل مصري يعيش في كولورادو، استخدم قاذف لهب بدائيًا وقنابل مولوتوف لمهاجمة مجموعة شاركت في مسيرة تضامن مع الرهائن الذين أُخذوا من إسرائيل خلال هجمات 7 أكتوبر/تشرين الأول التي قادتها حماس. وأسفر الهجوم عن إصابة ستة عشر شخصا، من بينهم المشتبه به. صرخ سليمان بعدة تعبيرات سياسية أثناء الهجوم، وصرح لاحقًا في مقابلة مع الشرطة أنه استهدف المجموعة لأنه كان يعتقد أنهم صهاينة. وجهت إلى سليمان تهمة ارتكاب جريمة كراهية على المستوى الفيدرالي و118 تهمة جنائية على مستوى الولاية.

## خلفية الحدث
تم تنظيم مسيرة تضامنية من قبل فرع بولدر المحلي لمنظمة Run for Their Lives، وهي مجموعة وطنية استضافت أحداثًا أسبوعية منذ 7 أكتوبر 2023 ، دعماً للرهائن المحتجزين في غزة. بدأت المسيرة في شارع بيرل وشارع الثامن، ومرّت عبر مركز بيرل ستريت التجاري، وتضمنت عرض فيديو مجدول في محكمة مقاطعة بولدر القديمة. وقال المنظمون إن الحدث لم يكن احتجاجًا، بل مسيرة سلمية كانت بمثابة نداء للإفراج عن الرهائن. 

## الهجوم
قبل الهجوم، ارتدى المهاجم ملابس بستاني حتى يتمكن من الاقتراب من الاحتجاج دون جذب الكثير من الاهتمام. لقد اشترى الزهور من متجر هوم ديبوت ، وارتدى سترة برتقالية، وحمل على ظهره مبيد أعشاب مملوءًا بالبنزين.
أفاد شهود عيان أنه في حوالي الساعة 1:26 بعد الظهر بتوقيت منطقة الجبال، قام رجل عاري الصدر بإلقاء زجاجات مولوتوف على المشاركين في المسيرة بالقرب من شارع 13 وشارع بيرل. وقالت ميري كورنفيلد، إحدى منظمات حملة "اركضوا من أجل حياتهم"، لقناة "كي يو إس إيه" التلفزيونية ، إنه عندما وصلوا إلى هناك كان رجل ينتظرهم وألقى عليهم الزجاجات. أصيبت امرأة بحروق بالغة واضطرت إلى التدحرج على الأرض لإطفاء الحريق. وفقًا لمكتب التحقيقات الفيدرالي، صرخ المهاجم "انهوا الصهيونية "، و"حرروا فلسطين"، و"كم عدد الأطفال الذين قُتلوا" أثناء الهجوم.
أظهرت لقطات فيديو وصور من مكان الحادث أضرارًا ناجمة عن حروق على الرصيف، ونقل شخص واحد على الأقل على نقالة. وقال رئيس الشرطة ستيفن ريدفيرن إن هناك فرقا متعددة لا تزال تعمل في وسط مدينة بولدر "لتطهير تلك المنطقة من الأجهزة". وأضاف أن هناك كلاب بوليسية وفرق تفكيك قنابل في المنطقة، وأنهم يريدون التأكد من أن المنطقة آمنة قبل إعادة فتحها.
قالت الشرطة إنها ألقت القبض على رجل في مكان الحادث. وقالت الشرطة إن المتهم قال إنه ألقى اثنتين من بين ثمانية عشر جهازًا حارقًا على مجموعة تضم نحو 20 شخصًا. أحرق نفسه عن طريق الخطأ بعد أن رش نفسه بالبنزين باستخدام جهاز الظهر، وأخبر المحققين أنه يخطط للموت 

## الضحايا
بحسب الادعاء العام، فإن خمسة عشر شخصا، ثماني نساء وسبعة رجال، اعتبروا ضحايا الهجوم، وتتراوح أعمار الضحايا بين 25 و88 عاما. بعض هؤلاء الذين تم اعتبارهم ضحايا لم يتعرضوا لأذى جسدي، ولكنهم مع ذلك اعتبروا ضحايا لأنهم تعرضوا للخطر. تم نقل ستة من الضحايا إلى المستشفى، واحتاج اثنان منهم إلى نقلهم جواً بطائرة هليكوبتر إلى المستشفى. وشملت الإصابات حروقًا من الدرجة الثانية والثالثة؛ وكان ثلاثة من الضحايا لا يزالون في المستشفى بعد أربعة أيام من الهجوم.
الضحية الأكبر سناً، باربرا شتاينميتز، هي إحدى الناجيات من الهولوكوست والتي فرت من أوروبا، والضحية الأخرى هي أستاذة في جامعة كولورادو.

## المتهم
تم التعرف على المشتبه به على أنه رجل مصري يبلغ من العمر 45 عامًا يدعى محمد صبري سليمان، من مواليد 15 ديسمبر 1979. وُلِد سليمان ونشأ في مصر وعاش في الكويت لمدة 17 عامًا. لم يكن معروفًا من قبل لشرطة مدينة بولدر، لكن مكتب عمدة مقاطعة إل باسو استجاب لثلاث مكالمات تتعلق بسليمان.
كان يعيش في منطقة سيمارون هيلز في كولورادو سبرينجز مع زوجته وخمسة أطفال في وقت الهجوم. وقال أحد الجيران لقناة تلفزيونية محلية إن سليمان وعائلته انتقلوا إلى شقتهم قبل عامين من الهجوم. وكانت ابنة الجار ضيفة متكررة في شقة سليمان.
وبحسب مسؤولين في وزارة الأمن الداخلي الأمريكية، دخل سليمان الولايات المتحدة في 27 أغسطس/آب 2022، بتأشيرة غير مهاجرة من النوع B-2، وتقدم بطلب اللجوء في الشهر التالي، سبتمبر/أيلول 2022. انتهت صلاحية تأشيرة سليمان في فبراير 2023. في مارس 2023، حصل على تصريح عمل، والذي انتهى في 28 مارس 2025. وبعد ذلك التاريخ، بقي في الولايات المتحدة بشكل غير قانوني، وفقًا لوزارة الأمن الداخلي ووزارة العدل. ولم يتم البت في طلب اللجوء الذي قدمه وقت اعتقاله.
وفقًا لوثائق الولاية والحكومة الفيدرالية، خطط سليمان للهجوم لمدة عام، لكنه انتظر حتى تخرجت ابنته من المدرسة الثانوية، وهو ما حدث قبل ثلاثة أيام من الهجوم. قام بالبحث عن كيفية صنع قنابل المولوتوف بعد أن تم رفض طلبه بشراء سلاح بسبب وضعه المتعلق بالهجرة. وأكدت الشرطة أن المشتبه به استخدم قاذف لهب بدائيًا وجهازًا حارقًا.

## التحقيق
وصف مكتب التحقيقات الفيدرالي الحادث على الفور بأنه "هجوم إرهابي مستهدف"، ولكن خلال مؤتمر صحفي، قال رئيس شرطة بولدر ستيفن ريدفيرن إنه "من السابق لأوانه مناقشة الدافع". ولم يبد سليمان أي ندم أثناء احتجازه، وقال إنه يكره "المجموعة الصهيونية"، وإنه يريد قتل كل "الصهاينة"، وإنه لو أتيحت له الفرصة فسوف يفعل ذلك مرة أخرى. وقد وجهت إليه لاحقًا تهمة ارتكاب جريمة كراهية، وتمت الإشارة إلى هذه التعليقات في الإفادة الخطية.
وبحسب الإفادة، كان سليمان يحمل 18 زجاجة مولوتوف، لكنه استخدم اثنتين منها فقط "لأنه كان خائفًا ولم يسبق له أن أذى أحدًا من قبل". بالإضافة إلى زجاجات المولوتوف، كان سليمان يحمل البنزين في حقيبة ظهر تجارية وجهاز رش الأعشاب. أثناء التحقيق، أخبر المحققين أنه خطط لاستخدام مبيد الأعشاب لقتل نفسه حرقًا. قال أيضًا إنه كان يخطط للهجوم منذ عام وأنه أراد منع الناس من "الاستيلاء على أرضنا"، التي قال إنها فلسطين.

## عائلة المتهم
وبعد الهجوم، ألقت سلطات الهجرة القبض على زوجة سليمان وخمسة من أطفاله، وفقا لما ذكرته وزيرة الأمن الداخلي كريستي نويم على موقع X. وسوف يقوم المسؤولون الفيدراليون بالتحقيق فيما إذا كان أي من أفراد أسرته على علم بخطة الهجوم. وقالت تريشيا ماكلولين ، المتحدثة باسم وزارة الأمن الداخلي ، إن الحكومة ألغت تأشيرات زوجة سليمان وأطفالها. ووفقا لوثائق المحكمة، قال سليمان إنه لم يكن أحد، بما في ذلك عائلته، على علم بخططه. وتشير التقارير إلى أن سليمان ترك هاتفه الآيفون في درج مكتبه في مسكنه في كولورادو سبرينغز وكان يحتوي على رسائل لعائلته. بعد الهجوم، أحضرت زوجته الهاتف إلى مركز الشرطة المحلي، قائلة إنه هاتفه لكن أفراد آخرين من العائلة يستخدمونه أيضًا.
في الرابع من يونيو/حزيران، أعلنت وزارة الأمن الداخلي أن إدارة الهجرة والجمارك "تقوم بمعالجة أفراد عائلة سليمان تمهيداً لإجراءات الترحيل من الولايات المتحدة". وفي اليوم نفسه، أوقف القاضي الفيدرالي جوردون غالاغر من المحكمة الجزئية الأمريكية لمنطقة كولورادو مؤقتًا ترحيل المرأة، هيام الجمل، وأطفالها الخمسة. وقال إن ترحيل الأسرة دون "إجراءات مناسبة" قد يؤدي إلى "ضرر لا يمكن إصلاحه".

## الإجراءات القانونية
في الأول من يونيو، تم حجز سليمان في سجن مقاطعة بولدر بتهمة ارتكاب اثنين وأربعين جريمة جنائية على مستوى الولاية. تم تحديد الكفالة الخاصة به بمبلغ عشرة ملايين دولار. وجهت إليه تهمة ارتكاب جريمة كراهية على المستوى الفيدرالي في الثاني من يونيو/حزيران.
خلال جلسة المحكمة في الثاني من يونيو، ظهر سليمان عبر بث فيديو من سجن مقاطعة بولدر. وكان يرتدي بدلة السجن وكان هناك ضمادة على رأسه تغطي أذنه اليمنى. وقالت قاضية الولاية نانسي دبليو سالومون إن سليمان ممنوع من الاتصال بأي من الضحايا بموجب أمر تقييدي ولم يغير من كفالته البالغة 10 ملايين دولار. وقال محاميه إنه لن يكشف عن حججه بشأن شروط الكفالة حتى موعد مستقبلي. خلال الجلسة، تم إغلاق السجن مما سمح للحراس القريبين بمراقبة قاعة المحكمة ومدخل السجن. وبحسب المتحدث باسم السجن، تم أيضًا وضع ثلاثة قناصة على سطح السجن للحماية.
في يوم الخميس 5 يونيو، وجهت محكمة مقاطعة بولدر إلى سليمان 118 تهمة جنائية على مستوى الولاية، بما في ذلك 28 تهمة بمحاولة القتل. وشملت التهم القسوة على الحيوان لأن الهجوم أدى إلى إصابة كلب. وقد مثل أمام المحكمة الفيدرالية لأول مرة في السادس من يونيو/حزيران، حيث تم تعيين محامي عام له لأنه لم يكن قادرا على تحمل تكاليف تمثيله القانوني. موعد مثوله المقبل أمام المحكمة هو 18 يونيو.

## ردود الفعل
تم وصف الهجوم بأنه معاد للسامية من قبل مدينة بولدر، ووزارة العدل، وتقارير الصحافة. في الثاني من يونيو، دعت مجموعة من المشرعين اليهود من الحزبين في الولاية "حلفائنا إلى التحدث" ضد العنف المعادي للسامية، وأصدروا بيانًا جاء فيه جزئيًا، "يجب علينا مواجهة الكراهية بقوة، قبل أن تصبح طبيعية".  في الرابع من يونيو/حزيران، أدان الممثل الأعلى لتحالف الحضارات التابع للأمم المتحدة ، ميغيل أنخيل موراتينوس، الهجوم باعتباره عملاً معادياً للسامية، وربطه بهجمات أخرى ضد اليهود والمعابد اليهودية في الولايات المتحدة وفرنسا.
أقام مركز المجتمع اليهودي في بولدر وقفة احتجاجية في الرابع من يونيو حضرها مئات الأشخاص. وكان أحد المتحدثين في الوقفة الاحتجاجية هو الشخص الذي كان مستهدفًا في الهجوم. قالت إنه "من الغريب رؤية رجل يحمل عبوة يبدو وكأنه ينوي رش المبيدات الحشرية على العشب".
أصدر حاكم ولاية كولورادو جاريد بوليس بيانًا في X ، كتب فيه أن "الكراهية غير مقبولة في كولورادو للجميع، وأنا أدين هذا العمل الإرهابي". صرحت المدعية العامة الأمريكية بام بوندي أن وزارة العدل ستحمل المهاجم المزعوم "المسؤولية إلى أقصى حد يسمح به القانون".
أعلن الرئيس الأمريكي دونالد ترامب في منشور على موقع Truth Social في 2 يونيو 2025، أنه سيتم ترحيل سليمان بالإضافة إلى اعتقاله في ظل إدارته ، قائلاً: "هذا مثال آخر على سبب وجوب الحفاظ على حدودنا آمنة، وترحيل المتطرفين غير الشرعيين المناهضين لأمريكا من وطننا. قلبي مع ضحايا هذه المأساة الرهيبة، ومع شعب بولدر العظيم، كولورادو! ". في الرابع من يونيو/حزيران، استشهد ترامب بالحادثة كدافع لفرض حظر السفر لفترة ولايته الثانية على الرعايا الأجانب من 12 دولة والقيود على سفر 7 دول إضافية. ولم تكن مصر من بين الدول المدرجة على قائمة الحظر أو التقييد.